# Aprilia, Italien
Aprilia är en stad och kommun i provinsen Latina i regionen Lazio i Italien. Kommunen hade 74 660 invånare (2018) och gränsar till kommunerna Anzio, Ardea, Ariccia, Cisterna di Latina, Lanuvio, Latina, Nettuno och Velletri.
Aprilia grundades 1936 av Benito Mussolini i de utdikade Pontinska träsken.
Landskapet kännetecknas av böljande kullar med bördig mark. I Campoleone ligger en järnvägsstation med goda förbindelser; alla större linjer mellan Neapel och Rom passerar här.

## Kommundelar
Aprilia har tretton frazioni: Agip, Bellavista, Buon Riposo, Caffarelli, Campo del Fico, Campo di Carne, Campoleone, Campoverde, Carano - Garibaldi, Carroceto, Casalazzara, Fossignano, Gattone, Genio Civile, Giannottola, Guardapasso, Isole, La Cogna, Montarelli, Pantanelle, Pian di Frasso, Rosatelli, Spaccasassi, Torre Bruna, Toscanini, Torre del Padiglione, Tufello, Vallelata, Valli.